# Hückeswagener Tuchweberindustrie

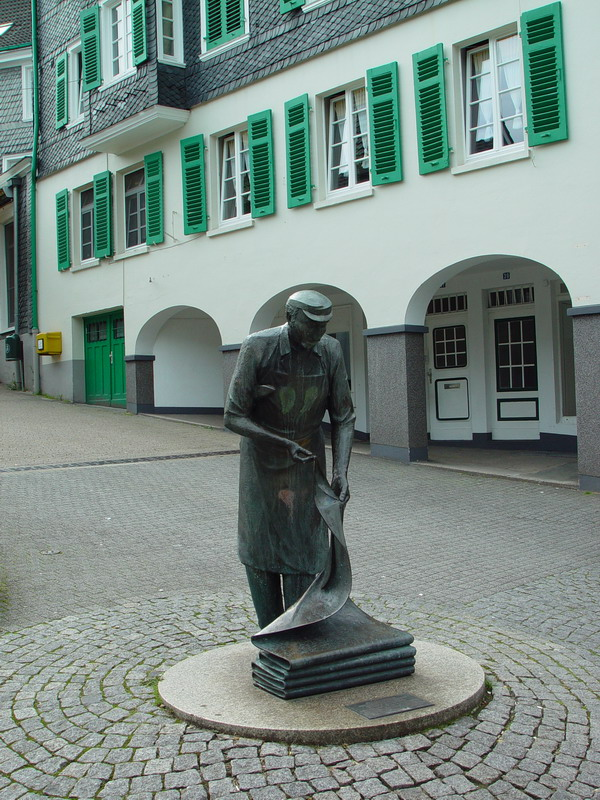
Das Tuchweberdenkmal in der Islandstraße

Das Stadtwappen mit dem Weberschiffchen als Symbol für die Tuchindustrie

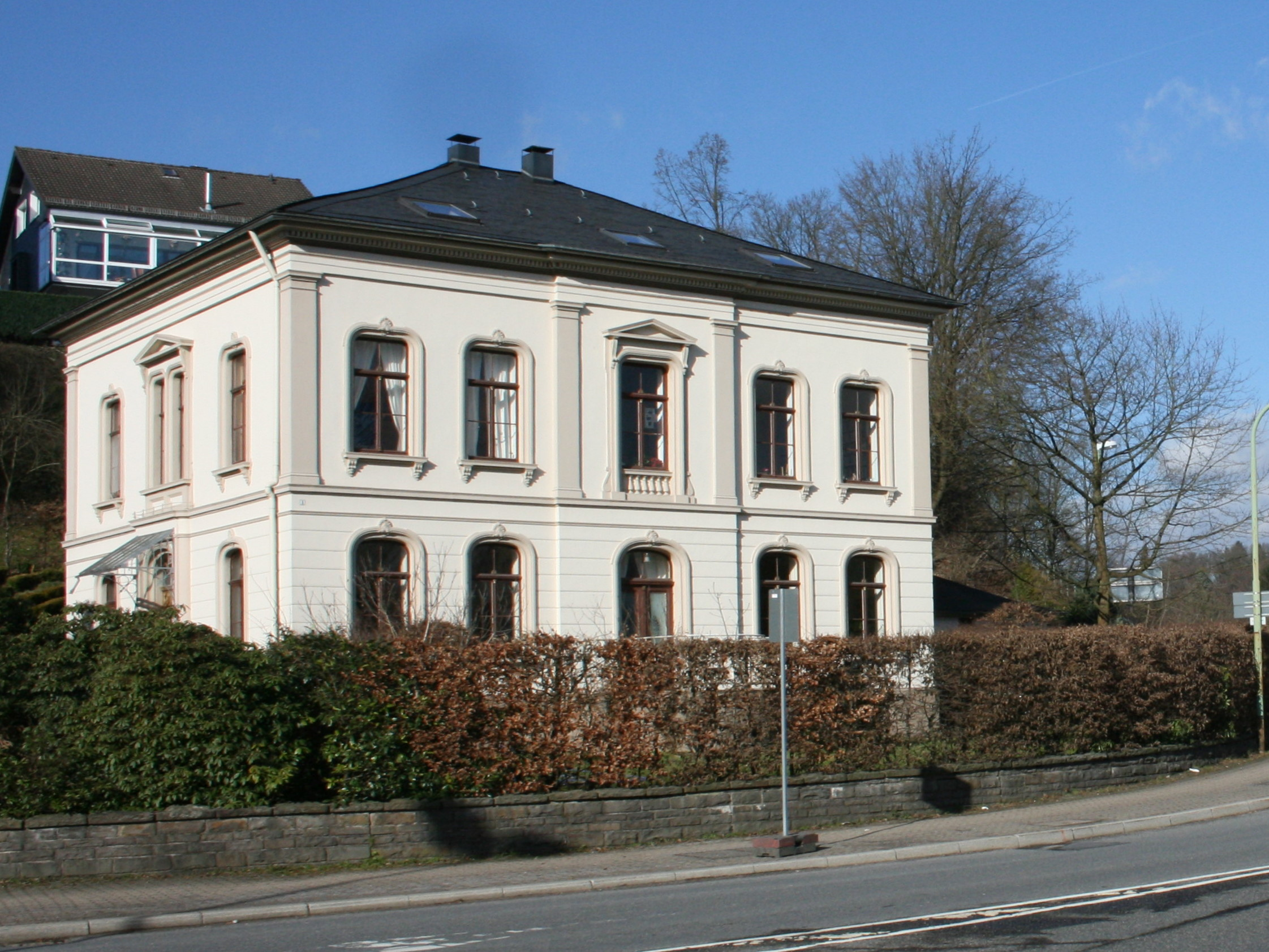
Eine typische Tuchmachervilla in Hückeswagen

Die Hückeswagener Tuchweberindustrie war im 18. und 19. Jahrhundert der wichtigste Industriezweig der Stadt. Äußerer Beleg dafür ist das Wappen von Hückeswagen, das im unteren Teil des Wappenschildes ein silbernes Weberschiffchen auf schwarzem Grund führt. Die schwarze Farbe im unteren Feld erinnert an die schwarzen Tuche, die unter anderem an die europäischen Fürstenhöfe geliefert wurden und der Hückeswagener Tuchindustrie Weltruhm einbrachten.
Größtenteils wurde die Wasserkraft der Wupper, der Bever und verschiedener Bachläufe genutzt. Auch nahe dem Schloss, in den Häusern an der Marktstraße, gab es Spinnereien. An einem Haus ist noch heute ein Seilzug zu sehen, mit dessen Hilfe die Tuchballen in die oberen Etagen des Hauses gezogen wurden, in denen die Spinnmaschinen standen.
Die Tuchweber, die zu Wohlstand gekommen waren, haben vornehmlich an der Bachstraße ihre Wohnvillen – in Hückeswagen werden sie Tuchmachervillen genannt – errichtet. Die Ära endete in den 1970er-Jahren mit der Stilllegung des Betriebs der Firma Hueck & Cie an der Aue, nachdem ein Brand 1969 einen großen Teil des Unternehmens vernichtet hatte. 1985 wurde anlässlich der 900-Jahr-Feier der Stadt den Tuchwebern auf der Islandstraße ein Denkmal gesetzt.
Bekannte Tuchfabriken in Hückeswagen waren unter anderem:
- Tuchfabrik von Johanny-Abhoe an der Wupper (1484 bis 1906). Die Fabrik befand sich auf Wipperfürther Gebiet in Hämmern. 1484 wird die Betriebsstätte als Eisenhammer erwähnt, zur Tuchfabrik wurde sie von Johanny nach 1840 umgebaut.
- Tuchfabrik von H. W. Kipper, R. Schnabel & Edelhagen an der Wupper (1723 bis 1939)
- Färberei von Ernst Troost an der Wupper (1810 bis 1972)
- Tuchfabrik an der Wupper von Erich Waldthausen (1607 bis 1970)
- Färberei- und Streichgarnfabrik v. F. Bockhacker an der Wupper (1823 bis 1885)
- Tuchfabrik der Gebrüder Schnabel an der Wupper (1164 bis 1981)
- Tuchfabrik von W.F. Löbbecke an der Wupper (1513 bis 1963), auch als Walkmühle bezeichnet
- Tuchfabrik von C. & F. Schnabel an der Wupper (1831 bis 1970), der Teilhaber Franz Schnabel baute zwischen 1860 und 1866 die Villa Schnabel an der Bachstraße
- Streichgarn-Fabrik von D. Engels an der Wupper (1840 bis 1967)
- 9 Eisenhämmer in Kräwinklerbrücke an der Wupper
- Clarenbachs und Flenders Hammer oder Ambossschmiede am Heiderstegbach (Anfang 18. Jh. bis 1951, siehe Kräwinklerbrücke)
- Stootermühle im Bevertal (1828 bis 1936)
- Platzhausen im Bevertal (1782 bis 1898)
- Fröhlenhausen im Bevertal (1753 bis 1895)
- Rasselstein im Bevertal (1725 bis 1938)
- Spinnerei von J.D. Clarenbach & Sohn im Bevertal (1750 bis 1936)
- Tuchfabrik von J.D. Clarenbach im Bevertal (1719 bis 1970)
- Die Walkmühle am Weierbach (1484 bis 1902)
- Farbhaus und Walkmühle am Brunsbach (1484 bis 1970)
- Die Fomm’sche Walkmühle am Brunsbach (1651 bis 1910)
- Färberei von Friedrich Müller am Brunsbach (1806 bis 1960)
- Tuchfabrik von Carl Bockhacker’s Nachfolger im Dörpetal (1690 bis 1956)
- Spinnerei von F.W. Clarenbach im Dörpetal (1823 bis 1969)
- Felbecker Hammer (1734 bis 1970)